# La torre de los siete jorobados (película)
La torre de los siete jorobados es una película española de 1944 dirigida por Edgar Neville. Adaptación cinematográfica de la novela homónima de Emilio Carrere está interpretada en sus papeles principales por Antonio Casal, Félix de Pomés, Isabel de Pomés y Guillermo Marín. 
Considerada un título de culto es una obra de género híbrido, al mezclar tramas que aúnan el sainete, la intriga, el terror, el policíaco o el cine fantástico, precursora del fantaterror español.

## Sinopsis
Finales del siglo XIX. Basilio Beltrán (Antonio Casal) es un joven supersticioso que se pirra por el juego y por una cantante apodada "La Bella Medusa" (Manolita Morán). Ante el tapete verde se le aparece el fantasma de don Robinsón de Mantua (Félix de Pomés) que le indica los números ganadores y le pide, a cambio, que proteja a su sobrina Inés (Isabel de Pomés) de los graves peligros que la acechan. 
En una de sus exploraciones arqueológicas don Robinsón descubrió que en el subsuelo de Madrid hay una ciudadela subterránea donde se escondieron los judíos que no quisieron abandonar España cuando se decretó su expulsión. Ahora este refugio está habitado por una banda de jorobados capitaneados por el doctor Sabatino (Guillermo Marín).

## Reparto
- Antonio Casal - Basilio Beltrán
- Isabel de Pomés - Inés
- Guillermo Marín - Dr. Sabatino
- Félix de Pomés - Don Robinson de Mantua
- Julia Lajos - Madre de la 'Bella Medusa'
- Julia Pachelo - Braulia
- Manolita Morán - La 'Bella Medusa'
- Antonio Riquelme - Don Zacarías
- José Franco - Espectro de Napoleón

## Producción

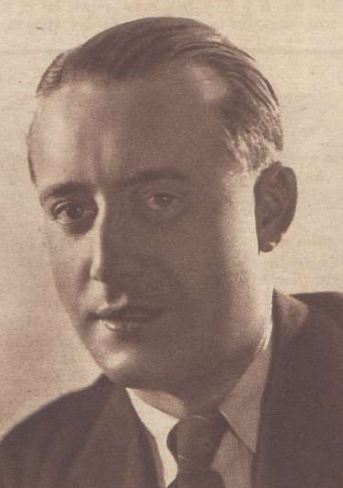
El director Edgar Neville

Para la elaboración del guion se realizaron cambios superficiales respecto a la trama de la novela original como la eliminación de personajes, tomando lo esencial del elemento sobrenatural y fantasmal, y sin profundizar en la magia, entre otros motivos, para intentar eludir la censura de la época. 

Es una película singular dentro de su filmografía porque, en general, identificamos a Neville con los sainetes costrumbristas. Y esta es una película que sí se inicia como un sainete costumbrista pero enseguida se convierte en una película de aventuras esotéricas, en una película fantástica, en donde el protagonista se encuentra con muertos, con jorobados por doquier y finalmente con toda una ciudad subterránea construida en el centro de Madrid".
Fernando Méndez-Leite (Historia de nuestro cine - RTVE.es) 

Neville adoptó influencias del cine expresionista alemán (de cuya corriente es una muestra El gabinete del doctor Caligari) y del cine gótico, por ejemplo en la recreación de la ciudad subterránea, la mencionada torre invertida a que hace referencia el título de la obra, que se hunde en la tierra.

"Se trata de una película inaudita en el cine español, algo extemporáneo en su Historia.(...) es una transición entre el cine de terror y el de ciencia ficción y se adelanta con su vista puesta más bien en el pasado.(...) se reflejan claramente la impronta del expresionismo alemán, del cine de terror de los años treinta y de los modelos del cine mudo."
Amador Martínez Morcillo (Los diplomáticos y el cine - 2015) 

## Rodaje
La película se rueda en Madrid, principalmente en el barrio de los Austrias.